# 籠屋站
籠屋站（日语：／ Kagoya eki */?）是位於愛知縣中島郡起町籠屋（現時：一宮市籠屋），名古屋鐵道起線的電車站（廢站）。

## 歷史
- 1924年（大正13年）2月1日 - 名古屋鐵道（第一代）蘇東線起至一宮（後來名為八幡町）之間開通，此站啟用[1][2]。
- 1944年（昭和19年） - 電車站暫停營業[2][1]。
- 1946年（昭和21年）8月15日 - 電車站重開[2][1]。
- 1948年（昭和23年）5月16日 - 蘇東線改名為起線。
- 1953年（昭和28年）6月1日 - 隨著客量增加，使電車暫停營業。使用巴士代行[2][1][3]。
- 1954年（昭和29年）6月1日 - 起線正式廢除，此站也被廢除[1][3]。

## 現時
車站遺址是位於名鐵巴士籠屋巴士站附近。

## 相鄰電車站
名古屋鐵道
起線
馬引－籠屋－尾張三條

## 注腳
1. 1 2 3 4 5  今尾 2008，第48頁.
2. 1 2 3 4  名鉄広報宣伝部 1994.
3. 1 2  生田 2001，第114頁.